# Obsideo
Obsideo è il settimo album in studio del gruppo musicale death metal olandese Pestilence, pubblicato nel 2013.

## Tracce
1. Obsideo – 4:00
2. Displaced – 3:17
3. Aura Negative – 3:38
4. Necromorph – 3:17
5. Laniatus – 3:09
6. Distress – 3:53
7. Soulrot – 3:22
8. Saturation – 3:07
9. Transition – 3:08
10. Super Conscious – 3:27

## Formazione
- Patrick Mameli - voce e chitarra
- Patrick Uterwijk - chitarra
- George Maier - basso
- David Haley - batteria